# Ingrid Johansson
Ingrid Eva Johansson, senare Hagby, född 9 juli 1965, är en svensk före detta fotbollsspelare. Hon är tvillingsyster till Helen Johansson Björk.
Johansson representerade på klubbnivå Ahlafors IF, Jitex BK, Gais och Älvängens IK. Hon spelade 28 A-landskamper för Sverige mellan 1985 och 1991, bland annat i EM 1989 och VM 1991. Hon spelade totalt 92 matcher för Gais och tilldelades 1984 Hedersmakrillen.